# HMS Blean (L47)
HMS Blean (L47) là một tàu khu trục hộ tống lớp Hunt Kiểu III của Hải quân Hoàng gia Anh Quốc được hạ thủy và nhập biên chế năm 1942. Nó chỉ hoạt động ít lâu trong Chiến tranh Thế giới thứ hai trước khi bị ngư lôi phóng từ tàu ngầm U-boat U-443 đánh chìm tại Địa Trung Hải vào ngày 11 tháng 12, 1942, trở thành tàu khu trục lớp Hunt có tuổi đời hoạt động ngắn nhất trong chiến tranh.

## Thiết kế và chế tạo
Blean được đặt hàng vào ngày 28 tháng 7, 1940 cho hãng Hawthorn Leslie, tại Hebburn-on-Tyne trong Chương trình Khẩn cấp Chiến tranh 1940 và được đặt lườn vào ngày 22 tháng 2, 1941. Nó được hạ thủy vào ngày 15 tháng 1, 1942 và nhập biên chế vào ngày 23 tháng 8, 1942. Tên nó được đặt theo rừng săn cáo Blean Beagles tại Blean, về phía Bắc Canterbury. Con tàu được cộng đồng dân cư Reigate và Horley tại Surrey đỡ đầu trong khuôn khổ cuộc vận động gây quỹ Tuần lễ Tàu chiến năm 1942. Nó là chiếc tàu chiến duy nhất của Hải quân Anh được đặt cái tên này.

## Lịch sử hoạt động
Sau khi nhập biên chế, Blean chuyển đến Scapa Flow và gia nhập Hạm đội Nhà, nơi nó tiếp tục được hoàn thiện trước khi tham gia bảo vệ các đoàn tàu vận tải tại Bắc Hải.
Sang tháng 10, Blean được sửa chữa trong một xưởng tàu tư nhân trên sông Thames trước khi hộ tống một đoàn tàu vận tải đi sang khu vực Địa Trung Hải, đi đến Gibraltar vào ngày 2 tháng 11. Tại đây nó gia nhập Đội khu trục 58 và được bố trí hộ tống các đoàn tàu vận tải tiếp liệu nhằm hỗ trợ cho Chiến dịch Torch, cuộc đổ bộ của lực lượng Đồng Minh lên Bắc Phi.
Vào ngày 11 tháng 12, đang khi cùng tàu khu trục Wishart (D67) hộ tống cho Đoàn tàu MKF-4 di chuyển ngoài khơi bờ biển Algeria, Blean trúng ngư lôi phóng từ tàu ngầm U-boat Đức U-443. Chiếc tàu ngầm phóng một ngư lôi nhắm vào Blean và một quả khác nhắm vào đoàn tàu vận tải, nhưng cả hai đều trúng Blean, một phía mũi và một phía đuôi, khiến Blean đắm chỉ sau bốn phút tại vị trí cách 11 mi (18 km) về phía Tây Bắc Oran, ở tọa độ 35°55′B 1°50′T / 35,917°B 1,833°T. 89 thành viên thủy thủ đoàn đã tử trận cùng con tàu.